# Mosciame
Il mosciame è una preparazione di filetto di pesce essiccato.

## Etimologia
Alcuni fanno derivare il termine dal ligure muscio, ossia persona di gusti difficili o comunque difficile da accontentare, ma l'ipotesi generalmente ammessa è che derivi dall'arabo mosammed ovvero cosa dura, secca e da questi importato in Sicilia e in Spagna, dove è un prodotto tipico della regione di Murcia, della comunità Valenciana e della costa atlantica dell'Andalusia, è detto mojama de atun, mosciame di tonno.

## Musciame di tonno rosso
Il musciame di tonno rosso, o Tarantello, è un prodotto gastronomico, tipico delle zone rivierasche della Liguria, della Sicilia, nel Trapanese, e della Sardegna, soprattutto a Carloforte, nell'isola di San Pietro, cittadina fondata nel XVIII secolo da pescatori di origine ligure e che ancora oggi conserva lingua e tradizioni liguri.
È ricavato dalla parte superiore della ventresca di tonno, detta in siciliano surra, e nel gergo tabarchino della Sardegna "bodano": la carne viene desquamata, ripulita e lavata; i filetti rimangono poi sotto sale.
Nelle fasi successive di preparazione, la carne viene essiccata: una volta il processo avveniva all'aria, ma oggi, per paura dell'inquinamento, si utilizzano forni, per 4-6 ore ad una temperatura di circa 25-30 °C. La carne viene infine conservata sott'olio. Il prodotto si consuma idealmente tagliato a fette sottili, magari con un contorno di pomodori e condito con olio, altrimenti su crostini.

## Musciame di delfino
In passato, il mosciame, o musciame, o musciamme era anche un piatto tipico ligure e viareggino, preparato con il filetto salato ed essiccato dei delfini che venivano pescati allo scopo o che rimanevano impigliati nelle reti dei pescatori e che quindi morivano affogati.
In dialetto viareggino il delfino era chiamato pescio-porco.
Dopo che la caccia ai delfini è stata proibita, è impossibile trovare questo tipo di mosciame sul mercato legale.

## Marchio attribuito dall'Unione europea
- Mojama de Isla Cristina, pubblicato il 1º ottobre 2015 (IGP) - Spagna.
- Mojama de Barbate, registrato il 24 novembre 2015 (IGP) - Spagna.